# Tangla zangisalis
Tangla zangisalis là một loài bướm đêm trong họ Crambidae.